# コネチカット (戦艦)
コネチカット(USS Connecticut, BB-18)は、アメリカ海軍の戦艦。コネチカット級戦艦の1番艦。艦名はコネチカット州にちなむ。その名を持つ艦としては4隻目。

## 艦歴
「コネチカット」は1903年3月10日にニューヨーク海軍造船所で起工し、1904年9月29日にA・ウェルズ（南北戦争中の海軍長官ギデオン・ウェルズの孫娘）によって命名、進水。1906年9月29日に初代艦長ウィリアム・スウィフト大佐の指揮下就役した。
就役後は1907年1月にキューバに向けて最初の任務に出航するが、乗組員の間に腸チフスが発生し直ちにニューヨークに帰還した。その後再び出航すると、プエルトリコのクレブラで座礁した。ワシントン・ポストによると、スウィフト艦長は操舵手の助言に従って航行ブイの反対側の航路を進むよう命じ、結果として船底がぶつかり座礁することとなった。その後「コネチカット」は大西洋艦隊と合流し、1907年4月16日に旗艦となった。同月末には大統領の観閲式と、バージニア州ジェームズタウンで開催されたジェームズタウン博覧会の開会式典に参加した。1907年12月16日に旗艦としてバージニア州ハンプトン・ローズからグレート・ホワイト・フリートの世界巡航に出航した。1908年5月8日に大西洋艦隊は太平洋艦隊とサンフランシスコ湾で合流し、海軍長官による観閲を受ける。連合艦隊はその威容を世界に向けて誇示し、「コネチカット」は旗艦として巡航を継続した。艦隊は1909年2月22日にハンプトン・ローズへ帰還。「コネチカット」は1912年まで大西洋艦隊旗艦として訓練や記念式典に参加、母港のバージニア州ノーフォークから東海岸およびカリブ海を巡航した。1910年11月2日から1911年3月17日の間に「コネチカット」はヨーロッパ水域への偵察巡航を行う。1913年から1915年まで大西洋艦隊第4艦隊の旗艦となり、1913年10月から11月まで地中海への短期巡航、その後はカリブ海海域で、メキシコおよびハイチでの緊張に応じてアメリカ国民の保護任務に従事した。
1916年にフィラデルフィア海軍造船所で修理およびオーバーホールを受けた後、「コネチカット」は大西洋艦隊第5艦隊戦艦部隊の旗艦として1916年10月3日に任務に復帰。アメリカ合衆国が第一次世界大戦に参戦するまで「コネチカット」は東海岸沿いおよびカリブ海で活動を継続した。第一次世界大戦の間はバージニア州のヨーク・リバーを拠点として、チェサピーク湾で商船の砲員や海軍兵学校生の訓練任務に従事した。大戦が終わると1919年1月6日から6月22日まで兵員輸送任務に従事し、フランスからの帰還兵を4度輸送した。「コネチカット」は1919年6月23日に再び大西洋艦隊第2戦艦隊の旗艦任務に就いた。
1920年の夏に「コネチカット」は、海軍兵学校生および海軍予備役兵の訓練巡航で西海岸、カリブ海に向かう。翌年の夏には同じく訓練巡航でヨーロッパを訪問した。1921年8月21日にフィラデルフィアに帰還し、「コネチカット」は太平洋艦隊の旗艦に任命される。10月28日にカリフォルニア州サンペドロ（San Pedro, California）に到着すると、その後は訓練および記念行事へ参加し、西海岸沿いに巡航した。1922年12月16日に「コネチカット」はピュージェット・サウンド海軍工廠入りし、1923年3月1日に退役した。その後ワシントン海軍軍縮条約に従って、1923年11月1日にスクラップとして売却された。